# Marija Titova
Marija Pavlovna Titova (in russo Мария Павловна Титова?; Zarečnyj, 19 agosto 1997) è un'ex ginnasta russa.

## Carriera

### Junior
Nel 2011 partecipa ai Giochi russo-cinesi e vince l'oro.
Nel 2012 arriva quinta ai Nazionali Junior russi. Partecipa al Grand Prix di Mosca e al Grand Prix di Kiev, dove vince l'oro nella gara a team.

### Senior
Nel 2013 arriva di nuovo quinta ai Nazionali Russi. Partecipa al Grand Prix di Mosca. Al Grand Prix di Holon vince l'oro al nastro. Alla Irina Deleanu Cup arriva quarta nell'all-around e prima al cerchio. Alla Coppa del Mondo di Pesaro vince l'argento nell'all-around davanti a Daria Svatkovskaya e l'argento alla palla. Al Grand Prix di Brno arriva ottava. Al Grand Prix di Berlino vince l'argento nell'all-around davanti a Silvija Miteva e altri due argenti nelle finali di cerchio e palla.
Nel 2014 al Grand Prix di Mosca arriva seconda dietro a Margarita Mamun; vince l'oro al nastro e l'argento alla palla. Al Grand Prix di Thiais arriva quarta nell'all-around e arriva terza al nastro. Alla World Cup di Stoccarda arriva quarta nell'all-around. Al Grand Prix di Holon arriva terza nell'all-around, ottava al cerchio e terza alle clavette. Alla World Cup di Lisbona arriva quarta nell'all-around, seconda al cerchio e sesta al nastro. Ai Nazionali russi arriva quarta dietro a Jana Kudrjavceva, Margarita Mamun e Aleksandra Soldatova. Al Trofeo Città di Desio vince l'oro nella gara a team con Kudrjavceva e Mamun e l'argento nell'all-around dietro a Margarita Mamun. Alla World Cup di Minsk arriva quarta nell'all-around e sesta al cerchio. Al Torno Internazionale di Smirne arriva seconda dietro a Aleksandra Soldatova, prima a cerchio e palla e terza alle clavette. Alla World Cup di Sofia arriva quinta dietro a Melicina Stanjuta, terza al nastro e sesta al cerchio. Alla World Cup di Kazan' arriva ventiduesima. Al Grand Prix di Berlino vince quattro ori (all-around, cerchio, palla, nastro) e arriva ottava con le clavette. Al Grand Prix di Brno arriva seconda dietro a Viktorija Veinberg Filanovskij.
Nel 2015 partecipa al Grand Prix di Mosca. Al Torneo Internazionale MTM di Lubiana arriva prima davanti a Julija Sinicina nell'all-around, alla palla e seconda al cerchio, alle clavette e al nastro. Ai Nazionali Russi arriva ottava. Al Torneo Internazionale di Holon arriva prima alla palla. Partecipa alle XXVIII Universiadi di Gwangju, con Ekaterina Vedeneeva, dove arriva quarta dietro a Melicina Stanjuta. Arriva seconda al cerchio, terza alla palla e quarta al nastro. Alla MTK Budapest Cup di Budapest arriva seconda dietro a Dina Averina nell'all-around, prima al nastro e seconda alle clavette. Al Torneo Internazionale di Sofia ha smesso di gareggiare dopo due attrezzi per via di un infortunio al ginocchio.
Nel 2016 arriva tredicesima ai campionati nazionali russi. A fine anno abbandona l'attività agonistica.

## Palmarès

### Universiadi
| Anno | Città   | Risultato | Specialità |
| ---- | ------- | --------- | ---------- |
| 2015 | Gwangju | Argento   | Cerchio    |
| 2015 | Gwangju | Bronzo    | Palla      |

### Coppa del mondo
| Anno | Città     | Risultato | Specialità |
| ---- | --------- | --------- | ---------- |
| 2013 | Bucarest  | Oro       | Cerchio    |
| 2013 | Pesaro    | Argento   | All-Around |
| 2013 | Pesaro    | Argento   | Palla      |
| 2014 | Stoccarda | Bronzo    | All-Around |
| 2014 | Lisbona   | Argento   | Cerchio    |
| 2014 | Pesaro    | Argento   | Nastro     |
| 2014 | Sofia     | Argento   | Nastro     |